# 槵觸神社

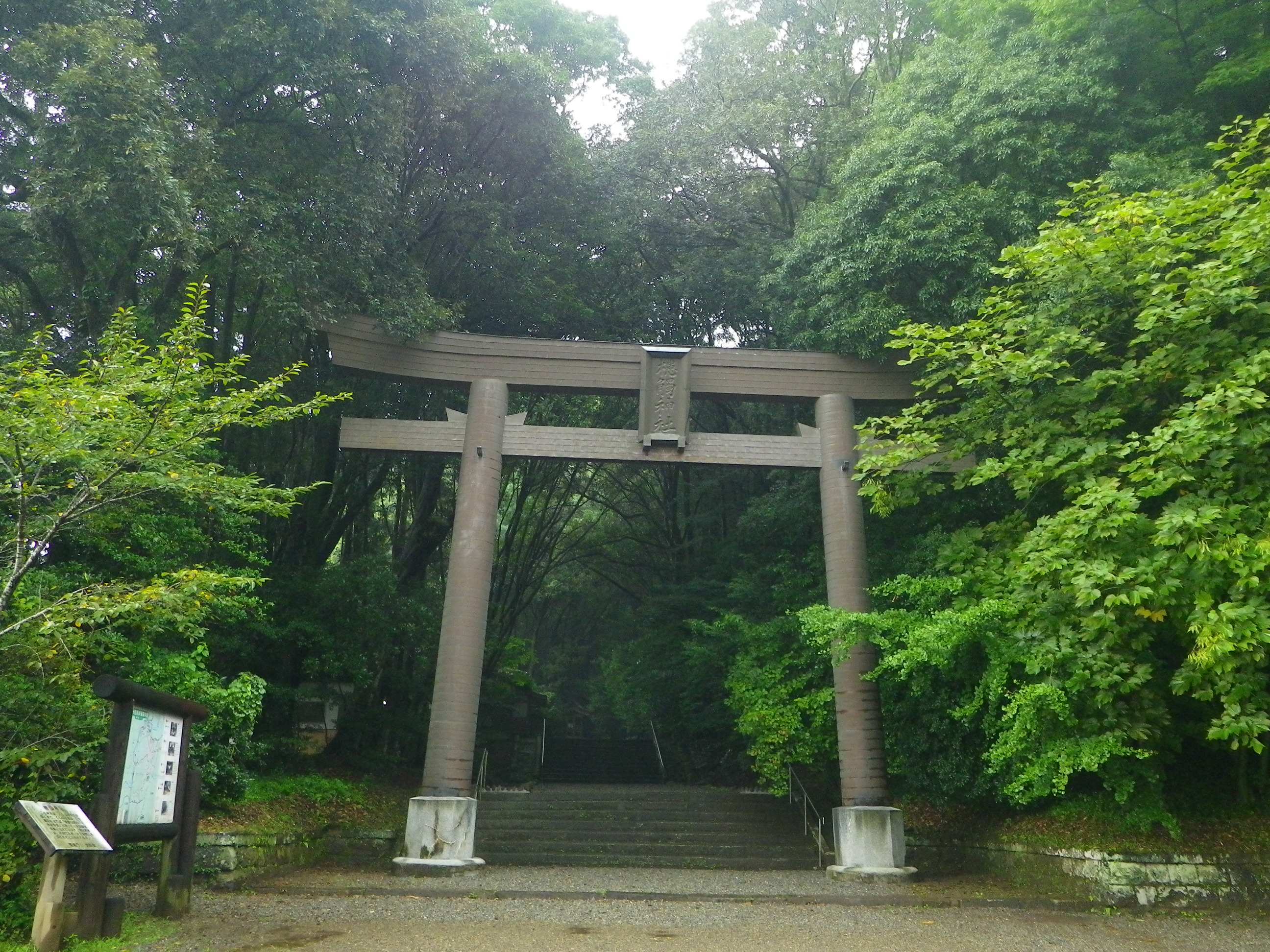
参道入り口の鳥居

槵觸神社（くしふるじんじゃ）は、宮崎県西臼杵郡高千穂町に鎮座する神社。国史見在社「高智保皇神（高智保神）」の論社で、旧社格は県社。

## 社名
古くは「櫛ひ大明神」や「くしふる大明神」と称せられ、また「二上（ふたかみ）神社」、「高智保皇神社」とも呼ばれており、明治4年（1871年）に「二上神社」を正式社名としたが、同43年に「槵觸神社」に復した。
なお、「槵」が難解な漢字であることから、平仮名で「くしふる神社」と書かれることが多い。また、「觸」は「触」の旧字体であるため、「槵触神社」と書かれることもある。

## 祭神
本来は槵觸山を神体山とするが、現在は本殿を構えて天津日子番邇々杵命（あまつひこほのににぎのみこと）を主祭神として祀っている。なお、当神社が国史に見える「高智保神（高智保皇神）」とすれば、中世のものではあるが、『八幡宇佐宮御託宣集』巻2に、「高知尾（明神）」は神武天皇の御子である神八井耳命の別名で、「阿蘇（大明神）」の兄神であるとしたり、『平家物語』巻8緒環段に、豊後緒方氏の祖神を「日向国にあがめられ給へる高知尾の明神」として、その神体は「大蛇」であるとするなどの異伝がある。
相殿に天児屋根命・布都恕志命・布刀玉命・建御雷命を祀っている。

## 歴史
創祀の事情は不詳であるが、槵觸山の中腹に鎮座し同山を神体山とするため、長く本殿を持たなかったという。槵觸山は日本神話の天孫降臨の行われた聖蹟と伝え、『日本書紀』神代巻下の天孫降臨段第1の一書に見える「高千穂の槵觸之峯（くじふるのたけ）」や、第2の一書の「槵日高千穂之峯（くしひのたかちほのたけ）」、『古事記』の「筑紫の日向の高千穂之久士布流多気（くじふるたけ）」、『日向国風土記』逸文（『釈日本紀』所引）の「高千穂の二上の峯」に比定され、古来霧島山とともに天孫降臨の有力な比定地とされ、霧島神社と並び称された。また、当神社が国史に見える「高智保神（高智保皇神）」であるとすれば神階の授与が行われたことになるが、『延喜式神名帳』への記載は見ないままとなったことになる。
古来より高千穂神社の春祭りに対して秋祭りを行うなど、同社と密接な関係を持つとともに、社殿を持たぬながらも高千穂郷八十八社の1つに数えられて旧三田井村々民から崇められて来たが、社伝によれば、三田井の領主であった三田井氏（豊後大神氏の後裔）の滅亡とともに荒廃したと伝える。元禄7年（1694年）に社殿建立を熱望した高千穂神社宮司が延岡藩主三浦明敬の援助を仰ぎ、高千穂18郷の郷民の協力の下、初めて社殿が建立された。また、藩主内藤氏も祭礼に代参を派遣して神事料を奉納するなどしている。
国史見在社に比定されたため、明治4年に県社に列せられ、戦後は神社本庁に属している。

### 神階
国史見在社であれば、承和10年（843年）9月甲辰（19日）に都濃皇神とともに無位から従五位下を授けられ（『続日本紀』）、天安2年（858年）10月22日に同じく都農神とともに従五位上から従四位上に昇った（『日本三代実録』）。

## 神事
例祭は10月16日。上述のように高千穂神社の春の祭りに対する秋の感謝祭で、年占の意味を込めた神事相撲が奉納される。かつては九州一円から力士が集まり、高千穂方と来訪方に別れて技を競ったという。

## 社殿
本殿は三間社流造銅板葺で、棟に千木・鰹木を置く。平成2年（1990年）に高千穂町の有形文化財に指定された。

## 文化財
括弧内は種別と指定年月日

### 高千穂町指定文化財
- 本殿（平成2年3月14日）

## 周辺史跡
- 天真名井（あまのまない） - 槵觸山山麓にあり、井の前を神代川（くましろ-）が流れる。天孫降臨に際して当地に水が無かったため、天村雲命が高天原に戻り、天真名井から汲んできた水を移したもので、「三田井」の地名の元である3つの井の1つであると伝えられている。また、湧出する井水は不増不減の神水として信仰され、高千穂・槵觸両神社の春秋の例祭では、お旅所として神輿が安置され、神楽が奉納される。
- 高天原遥拝所 - 天孫降臨後、八百万の神々が集まり高天原を遥拝した場所であると伝える。
- 四皇子峰（しおうじがみね） - 神武天皇とその皇兄弟五瀬命、稲飯命、三毛入野命の4柱の降誕地で、神功皇后が三韓征伐に際して、7日7夜の戦捷を祈願した場所であるとも伝える。
- 夜泣き石 - かつては神代川に臨んでいたといい、木花開耶姫が出産に際して、あまりの難産に堪えられずに抱きついた石であるとも、豊玉姫と玉依姫のお産に因む石であるとも伝える。夜にうごめいて村の厄災を知らせたことから「夜泣き石」と名付けられたという。また、この石に触れると乳幼児の夜泣きが止むとされたため、子供を抱いた若嫁の姿がよく見かけられたともいう。

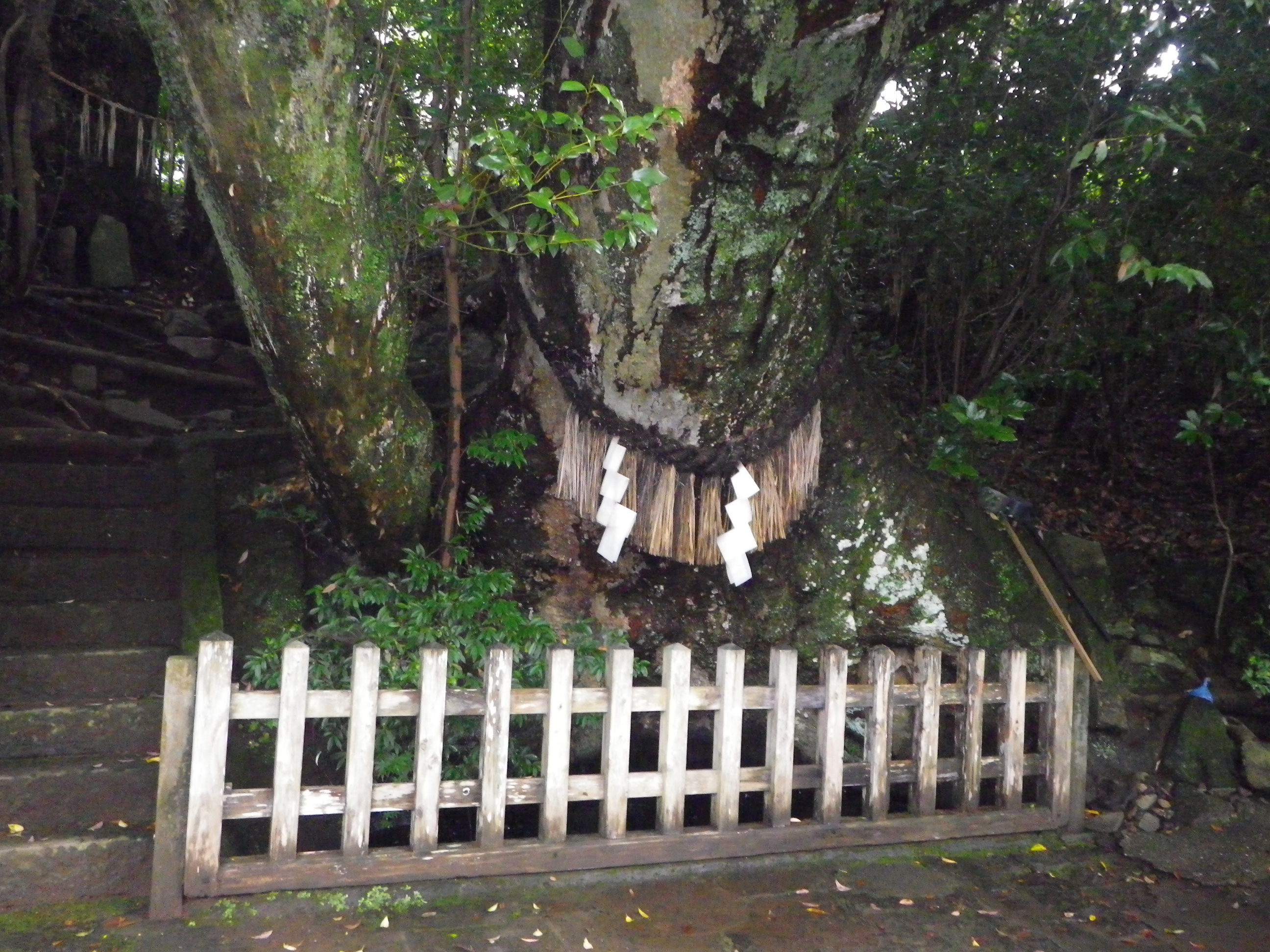
天真名井
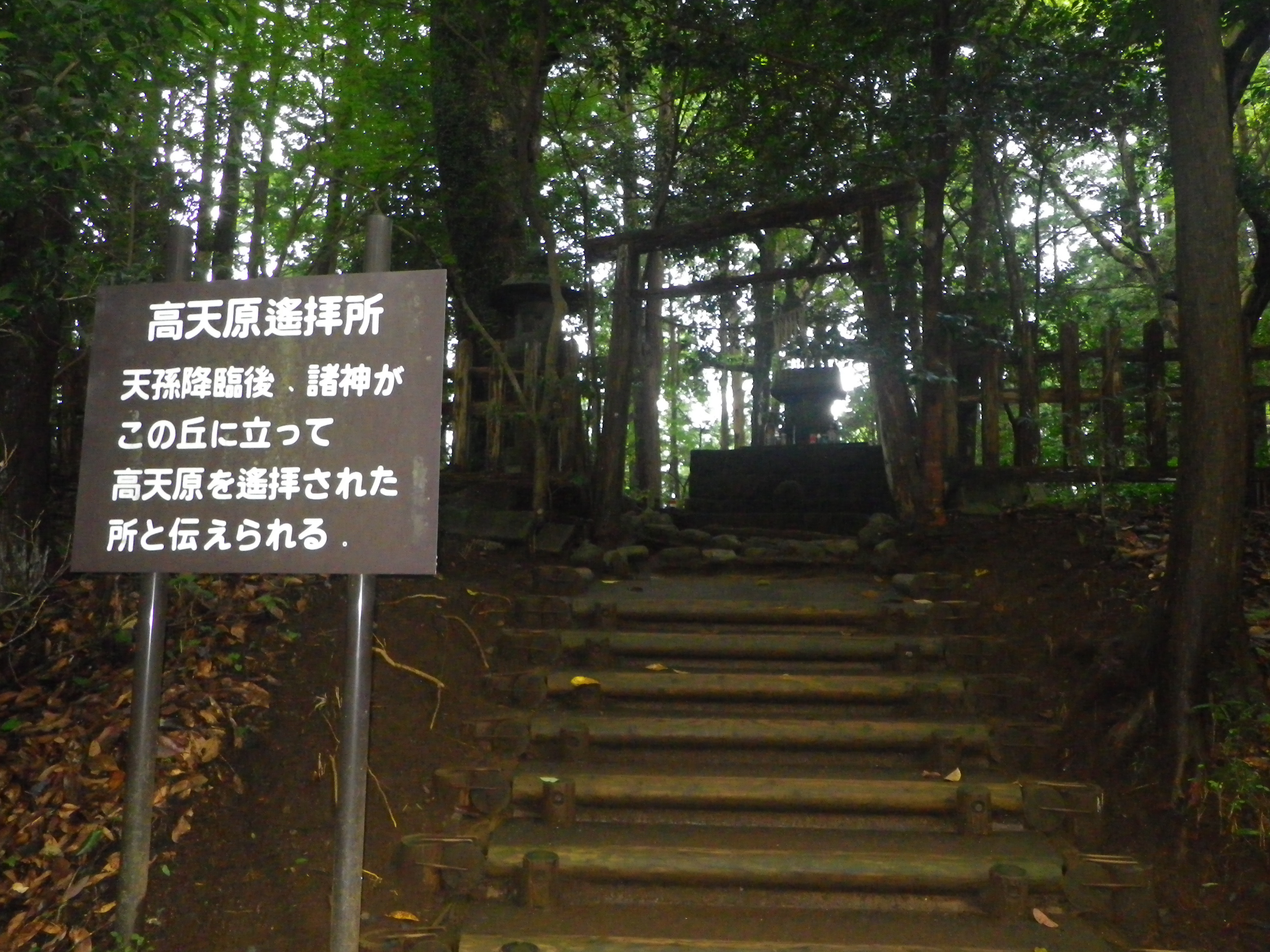
高天原遥拝所
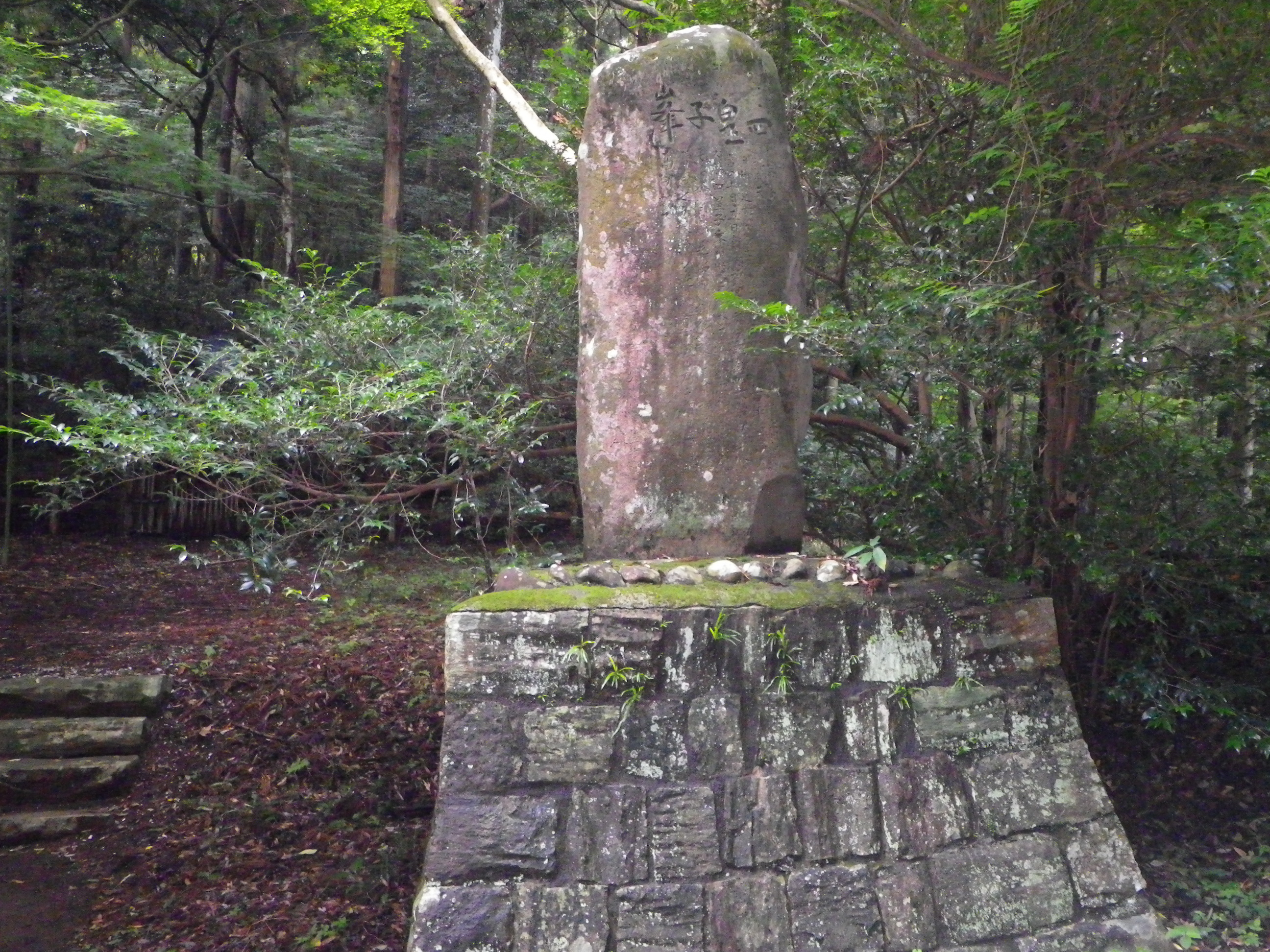
四皇子峰
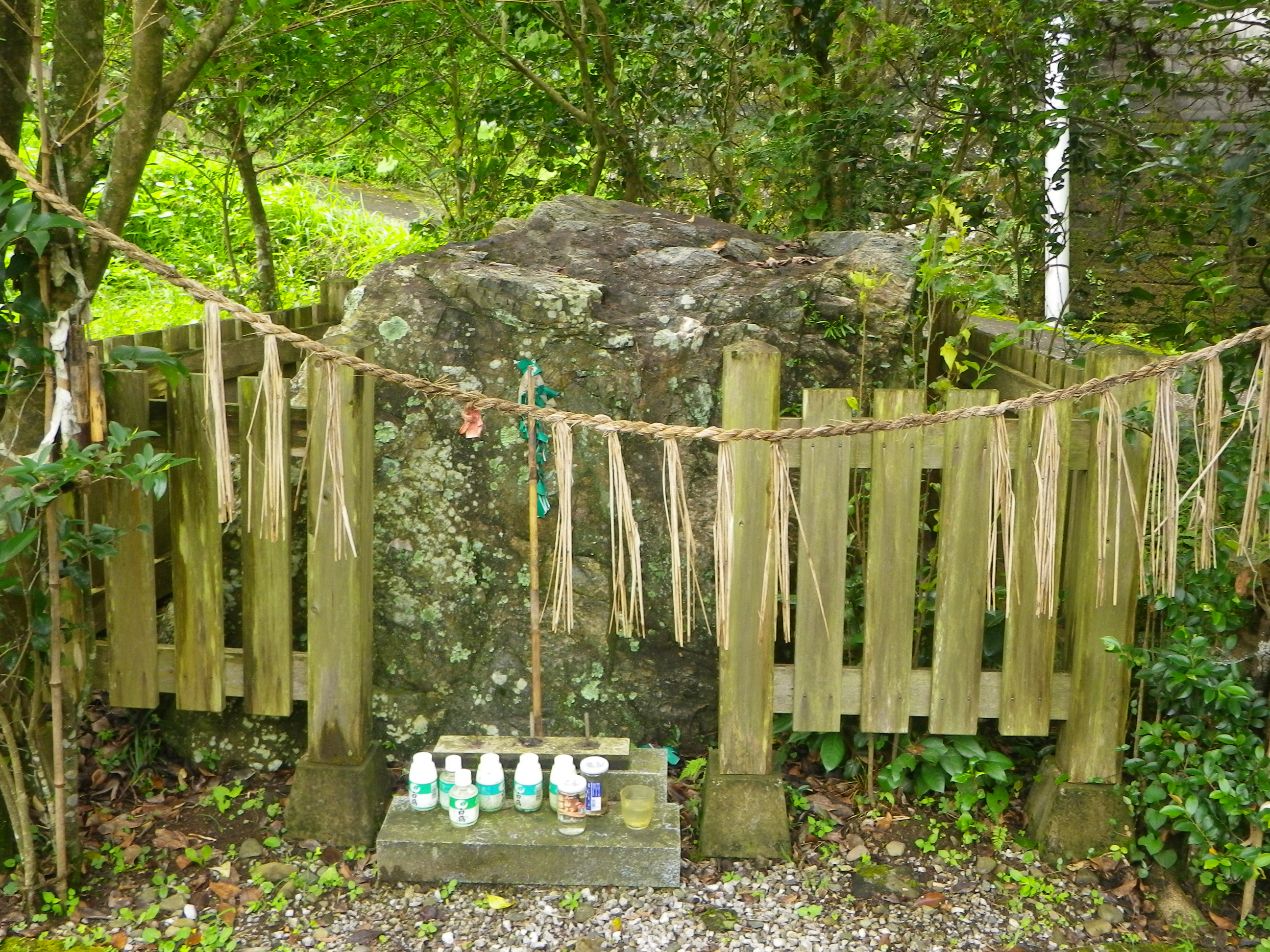
夜泣き石